# Clan Date

Mon du clan Date, Take-ni-suzume (« Moineaux de bambou »).

Le clan Date (伊達氏) est une lignée de daimyos du Japon qui contrôlait une partie du nord du Japon à la fin du XVIe siècle et pendant la période Edo (domaine de Sendai). Le membre le plus célèbre de ce clan est Masamune Date qui établit le pouvoir de la famille en vengeant la mort de son frère.
La famille descend des Fujiwara.
Au début de la période Kamakura, Tomomune Isa, qui descend de Fujiwara no Uona (721-783) à la 16e génération, venait d'Isa dans la province d'Hitachi. Il s'installa dans le district de Date en 1189 et la famille prit le nom de ce district (qui se trouve dans l'actuelle préfecture de Fukushima). Ce district a été donné en récompense à la famille par Minamoto no Yoritomo, le premier shogun de la période Kamakura, terre offerte en raison de leur participation à la guerre de Gempei.
Pendant la guerre de Nanboku-cho qui opposait deux cours impériales, le clan soutenait l'empereur Go-Daigo de la cour du Sud contre Kitabake Akiie de la cour impériale du Nord.
Pendant la période Sengoku, le clan essaya comme tous les autres d'unifier le pays. Il réussit à résister aux invasions de grands seigneurs de guerre comme Nobunaga Oda, Kenshin Uesugi ou encore Hideyoshi Toyotomi. Cette résistance aboutit en partie grâce à Masamune Date qui tissa des alliances avec les autres clans du nord du Japon. Finalement, le clan Date choisit de soutenir Ieyasu Tokugawa, en particulier à la bataille de Sekigahara. Cependant, après cette bataille, Ieyasu Tokugawa se rendit compte que le clan était une possible menace et essaya autant que possible d'éviter qu'il ne prenne trop d'importance.
En 1600, après que Masamune Date eut vaincu le clan Uesugi, les Date prirent le contrôle des îles Uesugi dans la province de Mutsu et s'installèrent au château de la ville d'Iwatezawa, renommée en « Sendai ».

## Membres

### XIVesiècle
- Date Muneto (1324-1385)
- Date Masamune (XIVe siècle) (1353-1405)
- Date Ujimune (1371-1412)
- Date Mochimune (1393-1469)

### XVesiècle
- Date Narimune (1435-1487?)
- Date Hisamune (1453-1514)
- Date Tanemune (1488-1565)

### XVIesiècle
- Date Harumune (1519-1577)
- Date Terumune (1544-1584 ou 1585)
- Date Masamune (1567-1636)
- Date Masamichi (1578-1590)
- Date Hidemune (1591-1658)
- Date Tadamune (1599-1658)
- Date Shuyu (15??-1642)
- Date Munesane (??-??)
- Date Munekatsu

### XVIIesiècle
- Date Munetomo : fils de Date Munekatsu
- Date Munetsuna (1603-1618)
- Date Munenobu (1603-1627)
- Date Munehiro (1612-1644)
- Date Munetoki (1615-1653)
- Date Torachiyomaru (1624-1630)
- Date Muneyoshi (1625-1678) : fils de Date Tadamune, gardien de Tsunamura
- Date Mitsumune (1627-1645) : fils de Date Tadamune[1]
- Date Munetoshi (1634-1708)
- Date Munezumi (1636-1708)
- Date Sourin (1640-1670)
- Date Tsunamune (1640-1711) : fils de Date Tadamune, daimyo pendant une courte période, exclu de la succession en faveur de son fils Tsunamura
- Date Munefusa (1646-1686)
- Date Tsunamura (1659-1719) : fils de Date Tsunamune, daimyo dont la succession entraîne le litige Date
- Date Munenori (1673-1694)
- Date Yoshimura (1680-1751)
- Date Muratoyo (1682-1737)
- Date Muraoki (1683-1767)
- Date Muranari (1686-1726)
- Date Murasen (1698-1744)

### XVIIIesiècle
- Date Murasumi (1717-1735)
- Date Muranobu (1720-1765)
- Date Murakata (1745-1790)
- Date Murayoshi (1778-1820)

### XIXesiècle
- Date Yoshitaka (1812-1862)
- Date Muneki (1817-1882)
- Date Munenari (1818-1892)
- Date Yoshikuni (1825-1874)
- Date Kunninei (1830-1874)
- Date Kuninao (1834-1891)
- Date Kuninari (1841-1904)
- Date Munemoto (1866-1917)
- Date Takeshiro (1868-1908)
- Date Kunimune (1870-1923)

### XXesiècle
- Date Okimune (1906-1947)
- Date Munehide (1908-1964)
- Date Munemi (1918-1982)
- Date Sadamune (1937-1981)
- Date Yasumune (1959-)